# Uchimura Kanzō
Uchimura Kanzō (内村 鑑三?  26 de marzo de 1861 – 28 marzo de 1930) fue un autor y evangelista cristiano japonés, y fundador del Movimiento de la No-Iglesia (Mukyōkai) del cristianismo en las eras Meiji y Taishō de Japón. Con frecuencia es llamado el pacifista más bien conocido de Japón antes de la Segunda Guerra Mundial.

## Primeros años
Uchimura nació en Edo, y exhibió un don para lenguas desde muy pequeño; empezó a estudiar inglés a la edad de 11 años. A la edad de 13, se matriculó en una escuela de lenguas extranjeras para continuar estudiando inglés, y planeó buscar un trabajo gubernamental. En 1877, recibió la admisión a la Escuela de Agricultura de Sapporo (ahora la Universidad de Hokkaido), donde el inglés era la lengua primaria de instrucción.
Antes de la llegada de Uchimura, William S. Clark, un graduado y presidente de Amherst College, había pasado el año ayudando al gobierno japonés a establecer la Escuela. Aunque su papel principal era enseñando la tecnología agrícola, Clark era un misionero laico dedicado, quien introdujo a sus estudiantes la fe cristiana por clases bíblicas. Todos su estudiantes se convirtieron al cristianismo y firmaron el "Pacto de Creyentes de Jesús", comprometiéndose a estudiar la Biblia y intentar vivir vidas morales. Clark volvió a los Estados Unidos después de un año, pero Uchimura sintió su influencia por un pequeño grupo del Pacto que permanecía. Bajo presión considerable de su senpai (先輩, significando colegas mayores muy influyentes), Uchimura firmó el Pacto durante su primer año en la Escuela a la edad de 16 años, y fue bautizado por un misionero metodista en 1878.
El descontento con la iglesia de la misión, sin embargo, instó a Uchimura y sus partidarios japoneses a establecer una iglesia independiente en Sapporo. Este experimento fue precursor del que ahora se llama el Movimiento de la No-Iglesia. Mediante el aprendizaje y el ejemplo de Clark, el grupo creyó que podía vivir una vida auténtica de fe sin depender de una institución religiosa o un clero profesional.

## Carrera de ultramar

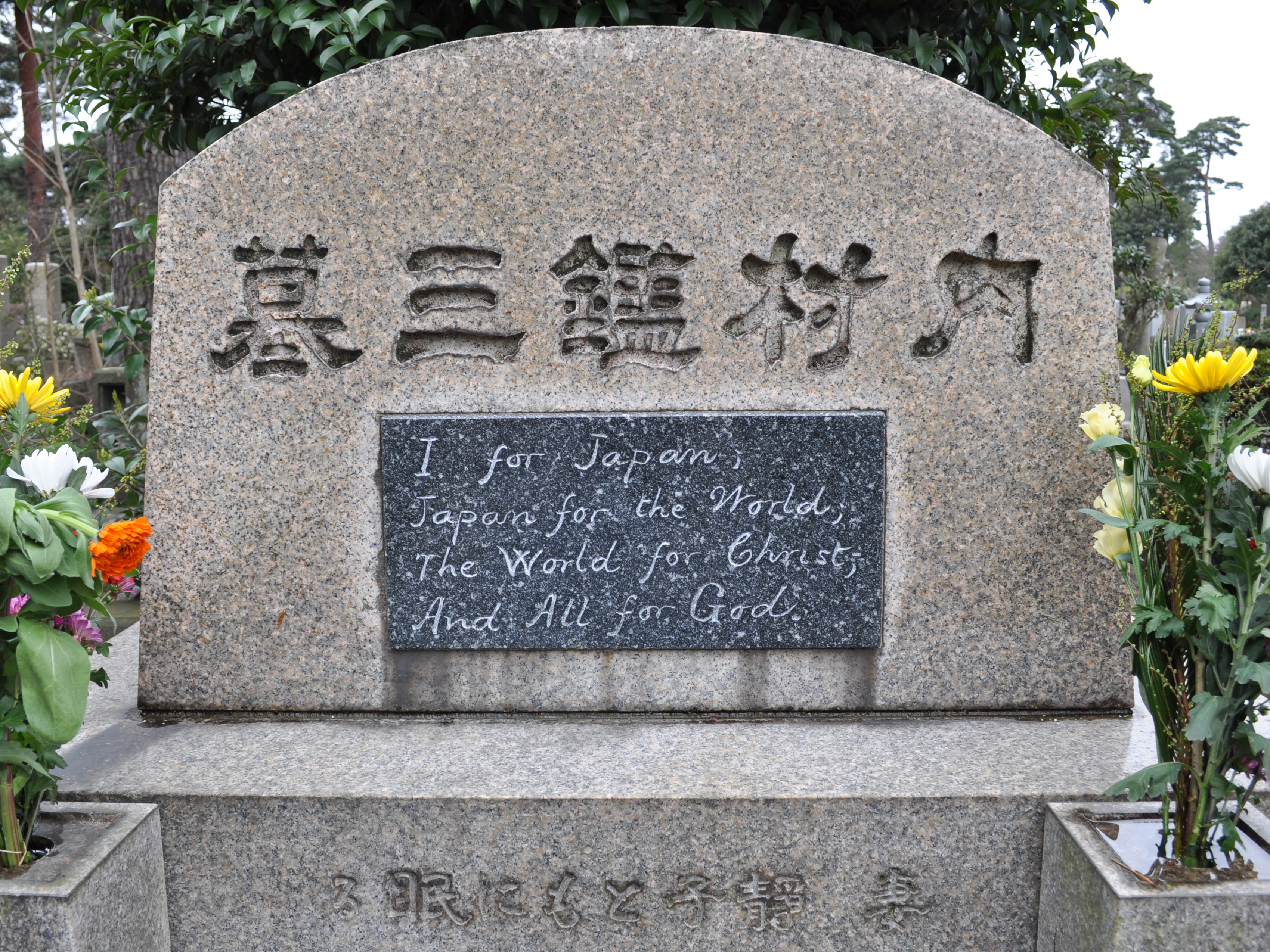
Lápida de Uchimura Kanzō. Dice, "Yo para Japón, Japón para el Mundo, el Mundo para Cristo, y Todos para Dios."

Uchimura partió hacia los Estados Unidos tras un matrimonio breve y infeliz en 1884. Primero, se hizo amigo de Wister Morris y su esposa, una pareja cuáquera, que lo ayudó a encontrar empleo en los Institutos Elwyn como cuidador poco después de su llegada en Pensilvania. La fe y el pacifismo cuáquero influenciaba mucho a Uchimura. Con su amigo de Sapporo Nitobe Inazō eran influenciales en el establecimiento del Friends School en Tokio como resultado de sus viajes en el área filadelfiana.
Tras ocho meses de trabajo estresante en Elwyn, Uchimura se renunció y viajó por Nueva Inglaterra, matriculándose en Amherst College en el septiembre de 1885. Julius Hawley Seelye, presidente de Amherst College, se convirtió en su mentor espiritual, y lo animó a asistir al Seminario teológico de Hartford. Tras cumplir su segundo bachillerato en las ciencias generales en Amherst, se matriculó en el Seminario Hartford, pero dejó después de sólo un semestre, desanimado por la educación teológica. Volvió a Japón en 1888.

## Líder religioso japonés

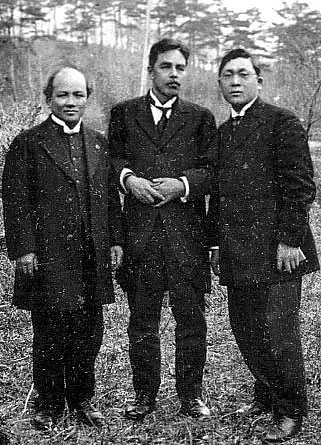
Nakada Juzi, Uchimura Kanzō, y Kimura Seimatu

Después de su retorno a Japón, Uchimura trabajó como maestro, pero fue despedido o obligado a renunciarse muchas veces por su posición firme sobre autoridades o misioneros extranjeros que controlaban las escuelas. El incidente más notable era su negativa a arrodillarse bajamente al retrato del emperador Meiji y el Rescripto Imperial sobre la Educación en la ceremonia formal celebrada en la Primera Escuela Superior (entonces la división preparatoria de la Universidad Imperial de Tokio). Dándose cuenta de que sus creencias no eran conciliables con una carrera de aprendizaje, empezó a escribir, convirtiéndose el columnista superior del periódico popular, Yorozu Chōhō. La fama de Uchimura como escritor popular se volvió más firme cuando inició una serie de críticas mordaces en contra del industrial Ichibei Furukawa sobre uno de los primeros casos modernos de polución en Japán a cerca de la Mina de cobre de Ashio de Furukawa.
La carrera de Uchimura como periodista terminó temprano también, a causa de sus opiniones pacifistas y oposición vocal en contra de la Guerra ruso-japonesa en sus columnas, las que lo pusieron en conflicto con la opinión oficial del periódico. Empezó a publicar y vender su propia revista mensual, Tokyo Zasshi (Diario de Tokio), y más tarde Seisho no Kenkyu (Estudio bíblico), y se financió por dirigirse a audiencias de 500-1000 personas en el centro de Tokio en lecturas bíblicas. Sus seguidores empezaron a compartir la opinión de Uchimura de que una iglesia organizada era realmente un impedimento para la fe cristiana, y los sacramentos cristianos, como el Bautismo y la Eucaristía, no eran esenciales para la salvación. Uchimura llamó su opinión cristiana Mukyōkai o el Movimiento de la No-Iglesia. El movimiento de Uchimura atrajo a muchos estudiantes en Tokio quien más tarde serían personas influyentes en la academia, industria, y literatura. Sus opiniones "proféticas" sobre la religión, ciencia, política, y asuntos sociales serían influyentes más allá de su pequeño grupo.
Sus escrituras muestran su lucha por desarrollar una forma japonesa del cristianismo. En su vida, la fama de Uchimura cruzó fronteras. Tras su muerte, su reputación creció aún más porque sus seguidores produjeron una cantidad enorme de literatura.